# Gran Premio de Andalucía de Motociclismo
El Gran Premio de Andalucía de Motociclismo es una carrera de motociclismo de velocidad celebrada en el año 2020 en Jerez de la Frontera, España. 

## Origen
Fue propuesto el 7 de mayo de 2020 al gobierno de España por parte de Dorna, la Junta de Andalucía y el Ayuntamiento de Jerez dentro del marco de la reconstrucción de un calendario para la temporada 2020 que se había visto alterado debido a la pandemia del Coronavirus.

## Sede
Se celebra en el Circuito de Jerez-Ángel Nieto, siendo el primer trazado que alberga dos Grandes Premios de forma consecutiva en el mismo año.

## Ganadores del Gran Premio de Andalucía

### Por año
| Año  | Circuito | MotoE              | MotoE       | Moto3          | Moto3       | Moto2           | Moto2       | MotoGP           | MotoGP      |
| Año  | Circuito | Piloto             | Constructor | Piloto         | Constructor | Piloto          | Constructor | Piloto           | Constructor |
| ---- | -------- | ------------------ | ----------- | -------------- | ----------- | --------------- | ----------- | ---------------- | ----------- |
| 2020 | Jerez    | Dominique Aegerter | Energica    | Tatsuki Suzuki | Honda       | Enea Bastianini | Kalex       | Fabio Quartararo | Yamaha      |